# Percina gymnocephala
Percina gymnocephala és una espècie de peix de la família dels pèrcids i de l'ordre dels perciformes.

## Morfologia
Els mascles poden assolir els 9,6 cm de longitud total.

## Distribució geogràfica
Es troba a Nord-amèrica: Virgínia Occidental, Virgínia i Carolina del Nord.